# William Faulkner
William Cuthbert Faulkner, născut Falkner (n. 25 septembrie 1897, New Albany⁠(d), Mississippi, SUA – d. 6 iulie 1962, Byhalia⁠(d), Mississippi, SUA) a fost un prozator american, laureat al Premiului Nobel pentru Literatură  în anul 1949, unul dintre scriitorii reprezentativi ai literaturii americane din secolul XX. Modernismul lui Faulkner se înscrie în spiritul de influență al lui James Joyce, ca model de artă romanescă.

## Motivația Juriului Nobel
"pentru viguroasa și unica sa contribuție artistică la romanul american modern" .

## Biografie

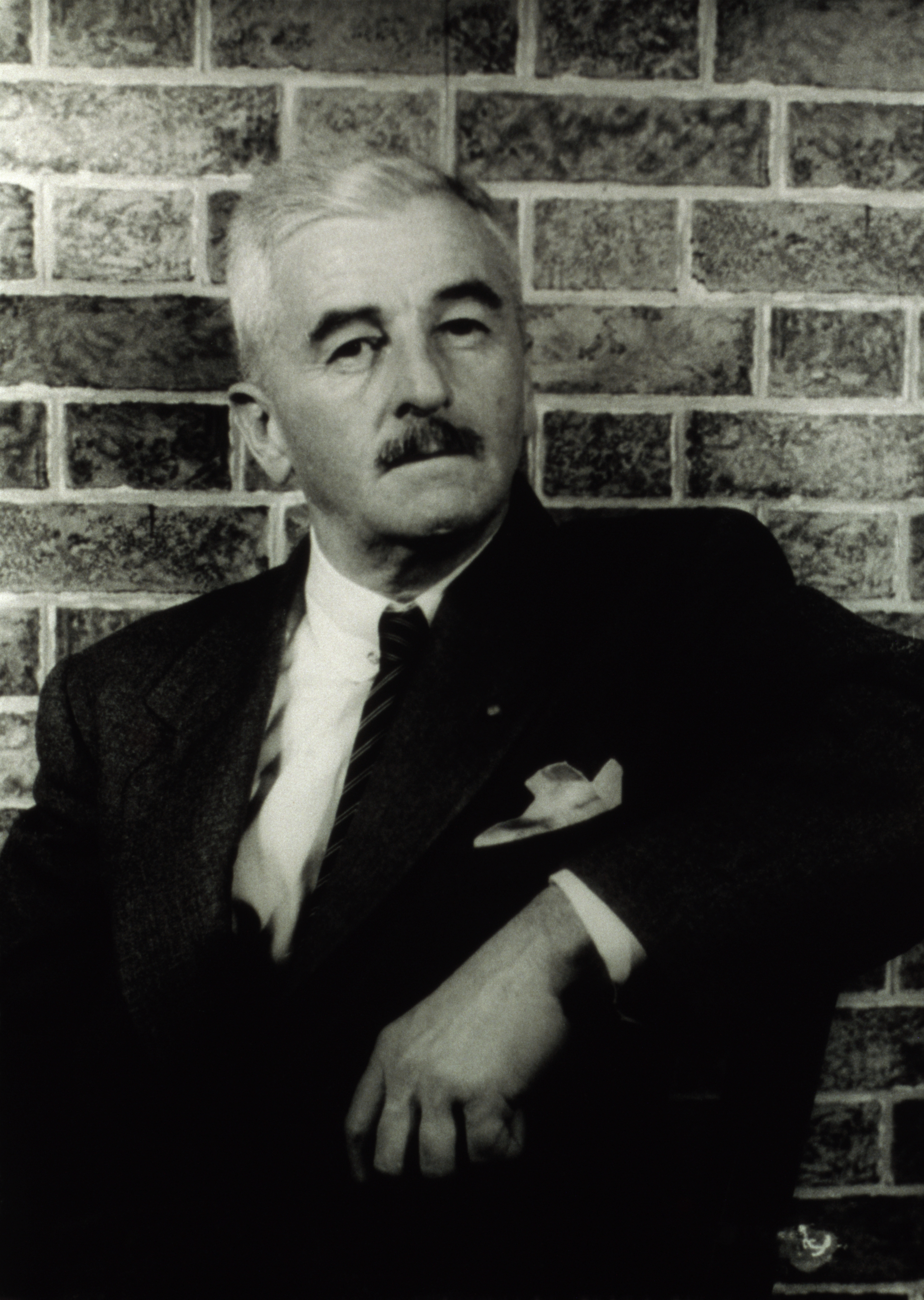
Fotografie de Carl Van Vechten din 1954

Născut în 1897 în New Albany, William Faulkner și-a petrecut în micul orășel Oxford din Mississippi, o copilărie legănată de poveștile bătrânei negrese Caroline Barr despre glorioșii și dezastroșii ani ai războiului civil. Povești în care revenea mereu figura legendară a străbunicului, colonelul William Clark Falkner, aventurier, războinic și scriitor de succes. (Unul din romanele acestui înaintaș:The White Rose of Memphis (Trandafirul alb din Memphis) cunoscuse 36 de ediții.)
Școala primară și liceul neterminat le va face în orășel, ca apoi să intre funcționar la banca bunicului său, viitorul "model" al lui Sartoris.
În timpul primului război mondial, nefiind primit ca voluntar în armata americană, se înrolează în aviația engleză "Royal Flying Corps", dar rămâne până în 1918 într-o tabără de antrenament din Canada.
Se întoarce acasă, unde se înscrie la universitatea Ole Miss dar după un an se retrage, neavând posibilitatea să-și continue studiile. Războiul nu-l văzuse decât de departe, America o vedea de prea aproape. Și acum, după sublinierea unor biografi, începe a se accentua sentimentul dramei din viețile oamenilor și meleagurile natale.
Hrănit în iluziile gloriei apuse și dezamăgit de viața mizeră a Sudului - nici situația familiei sale nu era din cele mai strălucite - tânărul Faulkner se refugiază în scrierea unor versuri romantice sau ermetice.
Preia postul de diriginte al oficiului poștal al universității din Oxford, publică o culegere de versuri The marble Faun (Faunul de marmură), 1924, și apoi pleacă la New Orleans. Aici face cunoștință cu scriitorul Sherwood Anderson, cu ajutorul căruia îi va apare primul roman Soldier's Pay (Plata soldatului), 1926. Călătorește în Europa, vizitând Italia și Elveția și rămâne câteva luni la Paris. Reîntors publică romanul Mosquitoes (Țânțarii), 1927, o imagine amară a mediului de intelectuali snobi și superficiali în care se învârtea. La Oxford va trăi din tot felul de munci ocazionale și va scrie.
În anul 1929, publică romanul Sartoris, moment crucial în creația sa, o reîntoarcere către istoria legendară sau reală a locurilor natale, începutul celebrei saga despre imaginarul comitat Yoknopatawpha.
Începând cu "Sartoris" , avea să scrie Faulkner mai târziu, am descoperit că merită să scriu despre măruntul meu petec de glie natală și că nu voi trăi îndeajuns ca să termin tot ce se poate scrie despre el. După câteva luni apare Sound and Fury (Zgomotul și furia), prima carte a lui Faulkner care are un deosebit ecou.
De aici încolo, vreme de peste treizeci de ani, scriitorul va constitui prin romanele și povestirile sale o mitologie a Sudului care va porni de la date reale sau mitizate ale istoriei prezente și trecute ale acestei regiuni. Doar câteva din aceste opere vor cunoaște, la început, deosebita apreciere și recunoașterea pe care o meritau. De abia în 1946, publicarea unei antologii a scrierilor faulkneriene de către cunoscutul critic american Malcolm Cowley, The Portable Faulkner impune opiniei publice sin SUA un mare scriitor pe nedrept neglijat. De altfel în 1949, Faulkner va primi Premiul Nobel, în acest fel recunoașterea unanimă încununând o vastă operă, o fascinantă și uluitoare epopee, evocare și invocare a omului care caută să-și cunoască puterile,înfruntându-se pe sine și lumea, în lupta pentru afirmarea valorilor umane.
Creând pe harta lumilor posibile comitatul imaginar Yoknopatawpha, autorul lui l-a dăruit cu o ordine spirituală și temporală minuțios și inepuizabil constituită, până la a înscrie oamenii și întâmplările acestui teritoriu legendar într-un prezent care se numește eternitatea și într-o societate care se numește umanitatea. Ideea de a inventa acest ținut mitic, în care criticii literari au văzut alegoria Sudului american, i-a venit în urma unui vis, în care a văzut un timbru emis de Poșta Yoknopatawpha. Numele său are evidente rezonanțe indiene.
În urma unei crize cardiace, marele scriitor moare la 6 iulie 1962.

### Poeme și eseuri
- The Marble Faun (Faunul de marmură), poeme (1924)
- Salmagundi (1932)

### Romane
- Soldier's Pay (Plata soldatului) (1926)
- Mosquitoes (Țânțarii) (1927)
- Sartoris (1929)
- The Sound and the Fury (Zgomotul și furia) (1929)
- As I Lay Dying (Pe patul de moarte) (1930)
- Sanctuary (Sanctuar) (1931)
- Light in August (Lumină de august) (1932)
- Pylon (Pilon) (1935)
- Absalom, Absalom! (1936)
- The Unvanquished (Neînvinșii) (1938)
- Intruder in the Dust (Nechemat în țărână) (1948)
- Requiem for a Nun (Recviem pentru o călugăriță) (1951)
- A Fable (O parabolă) (1954) - Premiul Pulitzer pentru ficțiune în 1955
- The Reivers (Hoțomanii) (1962) - Premiul Pulitzer în 1963

### Trilogia Snopes
- 1. The Hamlet (Cătunul) (1940)
- 2. The Town (Orașul) (1957)
- 3. The Mansion (Casa cu coloane) (1959)

### Nuvele și povestiri
- These Thirteen, (Acești treisprezece), (1931)
- A Rose for Emily, (Trandafir pentru Emilia), (1930)
- Doctor Martino and Other Stories, (Doctorul Martino și alte povestiri), (1934)
- The Wild Palms : (If I Forget Thee, Jerusalem), Palmierii sălbatici, Dacă te voi uita, Ierusalim, (1939)
- Barn Burning, (Hambarul în flăcări), (1939)
- Go Down, Moses, (Pogoară-te, Moise), (1942)
- Knight's Gambit (Gambitul regelui), (1949)
- Race at Morning, (Cursa de dimineață), (1955)
- Flags in the Dust (Steaguri în țărână), (1973)